# Linke Sozialrevolutionäre
Die Linken Sozialrevolutionäre (russisch Партия левых социалистов-революционеров, deutsche Transkription: Partija lewych sozijalistow-rewoljuzionerow) waren eine russische revolutionäre Partei in den Jahren 1917 bis 1921, die sich von den Sozialrevolutionären abgespalten hatte.

## Geschichte
1917 spaltete sich die Partei der Sozialrevolutionäre in zwei Fraktionen. Eine unterstützte die nach der Februar-Revolution gegründete provisorische Regierung unter Führung Kerenskis und die andere schlug sich auf die Seite der Bolschewiki, die einen kommunistischen Aufstand favorisierten. 
Die linken sozialistischen Revolutionäre weigerten sich jedoch zunächst, dem Rat der Volkskommissare beizutreten, der sich ab dem 7. November 1917 als Folge der Oktoberrevolution etablierte.
Ab dem 8. Dezember dann ging die Partei der Linken Sozialrevolutionäre eine Koalitionsregierung mit den Bolschewiki unter Lenin ein, was auch dem Wunsch einiger Akteure um Lenin entsprach. Insgesamt traten acht Linke Sozialrevolutionäre in die Regierung ein. Darunter die Volkskommissariate für Landwirtschaft (Andrei Kolegajew), Eigentum (Wladimir Karelin), Justiz (Isaac Nachman Steinberg), Post und Telegraph (Prosch Proschjan). Volkskommissare ohne Portefeuille wurden Wladimir Trutowski und Wladimir Algassow.
Der Frieden von Brest-Litowsk im Ersten Weltkrieg zwischen Sowjetrussland und den Mittelmächten vom 3. März 1918 entzweite die beiden Koalitionspartner jedoch wieder. Anastasia Bizenko war dabei als einziges Mitglied der Linken Sozialrevolutionäre daran beteiligt. Schon kurz darauf traten die Linken Sozialrevolutionäre dann wieder aus der Koalition aus, da sie eine Fortführung des Krieges befürworteten.
Seit 1918 wurden die Bolschewiki von den Linken Sozialrevolutionären offen bekämpft. Ein bedeutender Teil der Basis der Linkssozialistischen Revolutionspartei und einiger Parteiführer unterstützte die Aktionen ihrer Führung nicht. Im Juni 1918 organisierten diese einen bewaffneten Aufstand, an dessen Auftakt die Ermordung des deutschen Diplomaten Graf Wilhelm von Mirbach-Harff am 6. Juli 1918 in Moskau stand, wodurch eine Offensive der Deutschen provoziert werden sollte, welche dann ihrerseits den „revolutionären Krieg“ hervorrufen sollte. Die Partei wurde militärisch geschlagen und ihre Führer 1918 verurteilt.

## Zersplitterung
Die Partei spaltete sich danach, und im September 1918 trennten sich die Partei der Narodnik-Kommunisten und die Partei des revolutionären Kommunismus von ihr, von denen einige Mitglieder später der Kommunistischen Partei der Sowjetunion beitraten. Ein Teil der linken sozialistischen Revolutionäre, die in einem Untergrundkampf gegen die Herrschaft der Bolschewiki verwickelt waren, beteiligte sich an Aufständen für universelle Selbstverwaltung und eingeschränkte Sowjetmacht, die nicht von politischen Parteien kontrolliert werde.
Eine Reihe linker Sozialrevolutionäre wie Alexander Antonow spielten während des russischen Bürgerkriegs eine bedeutende politische und militärische Rolle, schlossen sich der Grünen Armee an und kämpften sowohl gegen die Bolschewiki als auch gegen die Weiße Garde.
In den Jahren 1919–1923 waren die Reste der Partei in eine Reihe von Fraktionen zerfallen. Die „Aktivisten“ der Linken Sozialrevolutionäre, angeführt von Donat Tscherepanow, Marija Spiridonowa und Boris Kamkow, nahmen an bewaffneten Demonstrationen gegen die Führung der Sowjetunion teil. Die „legalistische“ Bewegung, angeführt von Isaak Steinberg, befürwortete die öffentliche Kritik an den Bolschewiki und den Kampf gegen sie nur mit friedlichen Mitteln. 1921 folgte die endgültige formale Auflösung der Partei. In den Jahren 1922–1923 vereinigte sich die legalistische Bewegung mit den sozialistisch-revolutionär-maximalistischen Gruppen und der sozialistisch-revolutionären Gruppe „Volk“ (Narod) zur Vereinigung des linken Narodismus (Objedinenije lewowo narodnitschestwa, OLN).
In den 1930er Jahren waren viele linkssozialistische Revolutionäre und linke Narodniki Repressionen unterworfen. Während der großen Säuberung wurden alle früheren Führer der Linken Sozialrevolutionäre verhaftet und erschossen.